# 三(五氟苯基)硼
三(五氟苯基)硼是一种有机化合物，化学式为(C
6F
5)
3B。它是白色挥发性的固体，可由五氟苯基溴化镁和三氯化硼反应制得：
3C
6F
5MgBr + BCl
3 → (C
6F
5)
3B + 3MgBrCl
该反应最初使用的是五氟苯基锂，但它容易发生爆炸，并生成氟化锂。